# ザクロ石角閃岩
ザクロ石角閃岩（ざくろいしかくせんがん、garnet amphibolite又は、garnet hornblende schist）は、主成分に鉄ばんザクロ石と普通角閃石を、副成分として斜長石と白雲母を含む角閃岩である。

## 概要
主に愛媛県四国中央市や徳島県の一部などで多く産出される。日本では中生代白亜紀に変成作用を受けて誕生したものが一般的である。

## 日本国内の主な産地
- 蓬莱山（北海道）[3]
- 東赤石山（愛媛県）
- 五良津山（愛媛県）[4]
- 関川河床（愛媛県）

## 日本国内の主な変成帯
- 領家変成帯
- 三波川変成帯
- 神居古潭変成帯

## 参考サイト
- 北海道地質百選 - 北大聖蹟碑−ざくろ石角閃岩